# Епархия Таиохаэ-о-Тефенуаэната
 Епархия Таиохаэ-о-Тефенуаэната  (лат. Dioecesis Taiohaëna seu Humanae Telluris) — епархия Римско-Католической церкви с центром в городе Таиохаэ, остров Нуку-Хива, Маркизские острова, Французская Полинезия. Юрисдикция Таиохаэ-о-Тефенуаэната распространяется на Маркизские острова. Епархия Таиохаэ-о-Тефенуаэната входит в митрополию Папеэте. Кафедральным собором епархии Таиохаэ-о-Тефенуаэната является собор Пресвятой Девы Марии.

## История
9 мая 1848 года Святой Престол учредил апостольский викариат Маркизских островов, выделив его из апостольского викариата Океании (сегодня — Архиепархия Папеэте).
21 июня 1966 года Римский папа Павел VI выпустил буллу «Prophetarum voces», которой преобразовал апостольский викариат Маркизских островов в епархию Таиохаэ.
31 мая 1974 года епархия Таиохаэ была переименована в епархию Таиохаэ-о-Тефенуаэната.

## Ординарии епархии
- епископ Франсуа Бодишон (9.05.1848 — 1855);
- епископ Ильдефонс-Рене Дордийон (7.12.1855 — 11.01.1888);
- епископ Рогатьен-Жозеф Мартен (3.06.1892 — 27.05.1912);
- епископ Пьер-Мари-Давид Ле Кадр (30.12.1920 — 21.11.1952);
- епископ Луи-Бертран Тирийи (16.11.1953 — 17.03.1970;
- епископ Эрве-Мария Ле Клеаш (1.03.1973 — 31.05.1986);
- епископ Ги Андре Доминик Мари Шевалье (31.05.1986 — 05.09.2015);
- епископ Pascal Chang-Soï, SS.CC. (05.09.2015 — по настоящее время).

## Источник
- Annuario Pontificio, Libreria Editrice Vaticana, Città del Vaticano, 2003, ISBN 88-209-7422-3
- Булла Prophetarum voces  (лат.)